# Gemeindefreies Gebiet Hacklberg
Der Hacklberg ist ein 56,22 Hektar großes gemeindefreies Gebiet auf dem Gemarkungsteil 1 der Gemarkung Neuessing im Landkreis Kelheim in Niederbayern. Die Fläche zum Gebietsstand 1. Oktober 1966 betrug 58,04 ha.

## Geographie
Die Erhebung liegt in der Altmühlalb nahe der niederbayerischen Marktgemeinde Essing und ist bewaldet und unbewohnt. Das Gebiet grenzt an eine größere Exklave der Stadt Kelheim, den Weiler Schwaben.
Nordöstlich des Gebiets liegt die Klausenhöhle, eine natürliche Karsthöhle mit archäologischen Fundplätzen.

## Nachbargemeinden
|               | Gemeinde Essing                             |               |
| Stadt Kelheim | Kompassrose, die auf Nachbargemeinden zeigt | Stadt Kelheim |
|               | Stadt Kelheim                               |               |